# Iperfante
Nella mitologia greca, Iperfante (Ὑπέρφαντος) era un re dei flegei, un popolo della Beozia.
Sua figlia Eurigania (Εὐρυγάνεια) è citata da Pausania come la seconda moglie di Edipo, e madre dei suoi quattro figli. L'autore greco, nel sostenere questa versione, si basa sul poema epico perduto Edipodia, secondo cui, appunto, il matrimonio incestuoso tra Edipo e Giocasta era stato senza figli, e questi ultimi erano nati dalla relazione tra Edipo e Eurigania.
Secondo Esiodo, Iperfante ebbe anche la figlia Eurianassa, che fu la madre di Minia avuto dal dio Poseidone.